# Roman Kresta
Roman Kresta (narozen 24. dubna 1976) je český profesionální rallye jezdec.
Je ženatý má dceru Terezu a syna Patrika, jeho švagrem je okruhový závodník Tomáš Kostka. Pochází z Trnavy u Zlína, je vyučený automechanik a závodění ho lákalo už od mladých let. Nejprve se stal mechanikem zlínského týmu NEFOS, kde připravoval závodní speciál Škoda Favorit.

## Kariéra
První šance na úspěch se Romanovi naskytla v roce 1994, kdy se zúčastnil Horácké rally ve třídě A/1400 (v rámci Mistrovství ČR) se spolujezdcem Janem Tománkem. Vybojovali tehdy 14. místo celkově a 6. místo v řadě a také 1. místo ve Formuli 2. V sezoně mezinárodní mistrovství České republiky v rallye 1998 zvítězil ve třídě A5 s vozem Škoda Felicia Kit Car. Pro další sezonu mu byl zapůjčen stejný vůz Kategorie F2, se kterým opět získal titul. Pro Mezinárodní mistrovství České republiky v rallye 2000 mu tovární tým Škoda Motorsport zapůjčil vůz Škoda Octavia WRC. Již při druhé soutěži vedl a při třetí zvítězil. Celkové vítězství získal i na Rallye Bohemia 2000 a Barum rallye 2000. Stal se tak mistrem republiky a tento titul získal i v Mezinárodní mistrovství České republiky v rallye 2001. O rok později se již účastnil Mistrovství světa v rallye 2002. Zažil kuriózní havárii na Rallye Monte Carlo 2002, kdy málem spadl s vozem do propasti. Nejlepším výsledkem sezony byla sedmá pozice na Safari rallye 2002.
Pro sezonu mistrovství světa v rallye 2003 opustil Škodovku a startoval za tým Bozian Racing. Získal několik zkouškových vítězství na Rallye Monte Carlo 2003, Německá rallye 2003 a Katalánská rallye 2003. Svůj první bod získal na Velšské rallye. O rok později absolvoval Mezinárodní mistrovství České republiky v rallye 2004 a několik soutěží Mistrovství světa. Měl ale potíže s financováním svých startů. V sezoně mistrovství světa v rallye 2005 ho angažoval tým Ford M-Sport. Nejlepším výsledkem byla dvě pátá místa (Korsická rallye 2005 a Katalánská rallye 2005). Pak opět měl problémy se starty. Následující rok startoval pouze na Barum rallye 2006, kde zvítězil. V následujícím roce startoval opět v Mezinárodní mistrovství České republiky v rallye 2007 a skončil třetí. V následujících ročnících 2008 a 2009.
Mezinárodní mistrovství České republiky v rallye 2010 znamená přechod na vůz Peugeot 207 S2000. S tím titul nevybojoval a tak se pro sezonu 2011 rozhodl pro vůz Škoda Fabia S2000 a s tím se opět stal mistrem republiky.
V roce 2003 založil s Danielem Landou nadaci Malina.

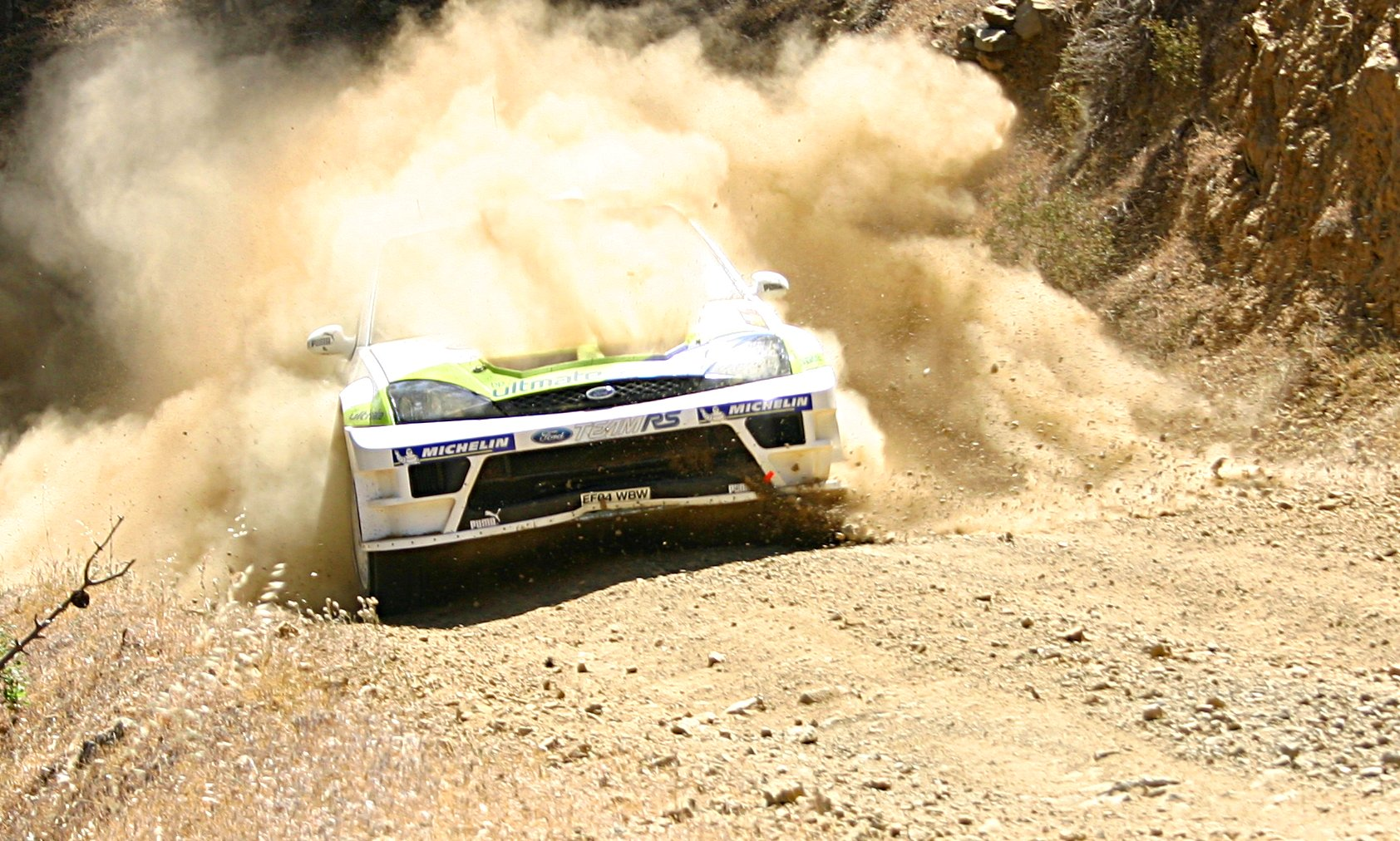
Roman Kresta na Kyperské rally 2005 ve voze Ford Focus RS WRC
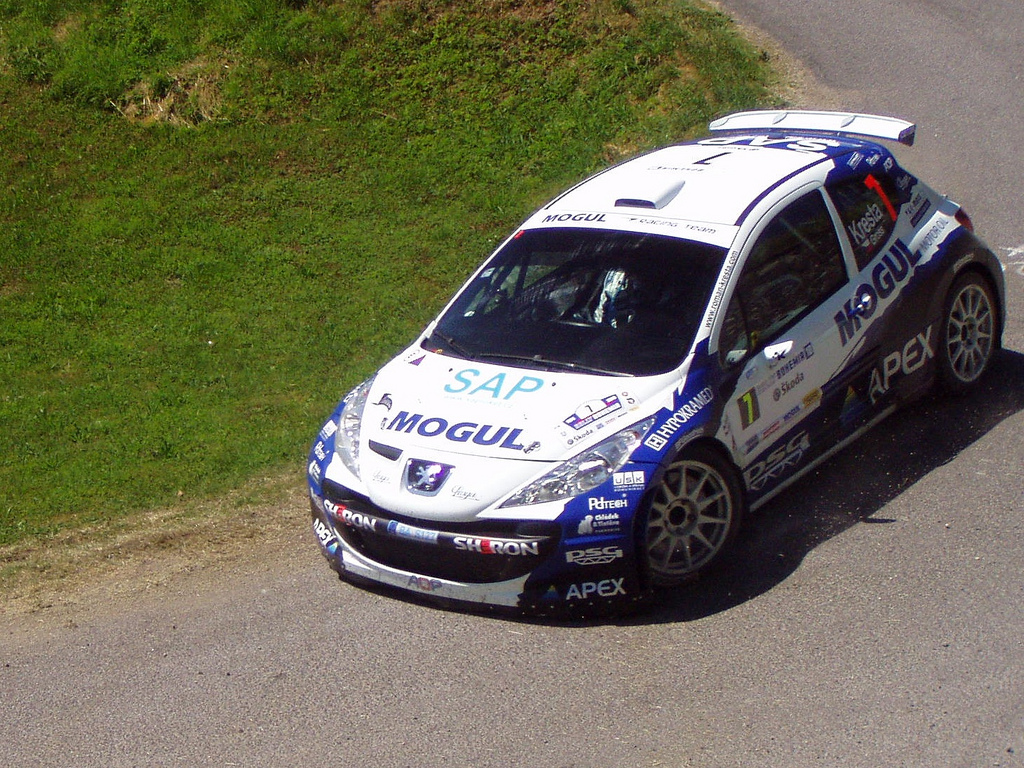
Roman Kresta v Peugeotu 207 S2000 na Rally Bohemia 2010
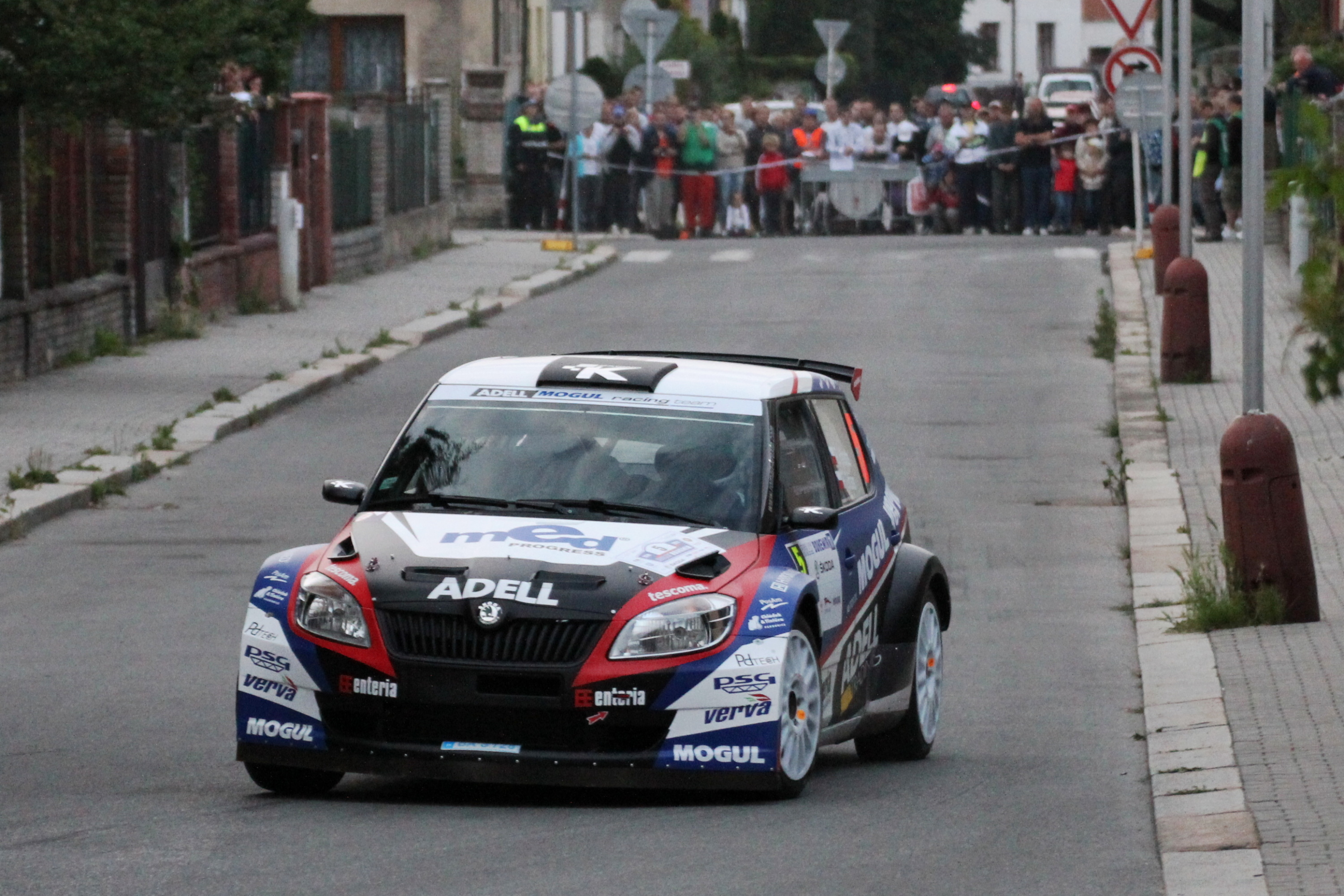
V roce 2011 se Kresta stal popáté mistrem České republiky s Fabií S2000
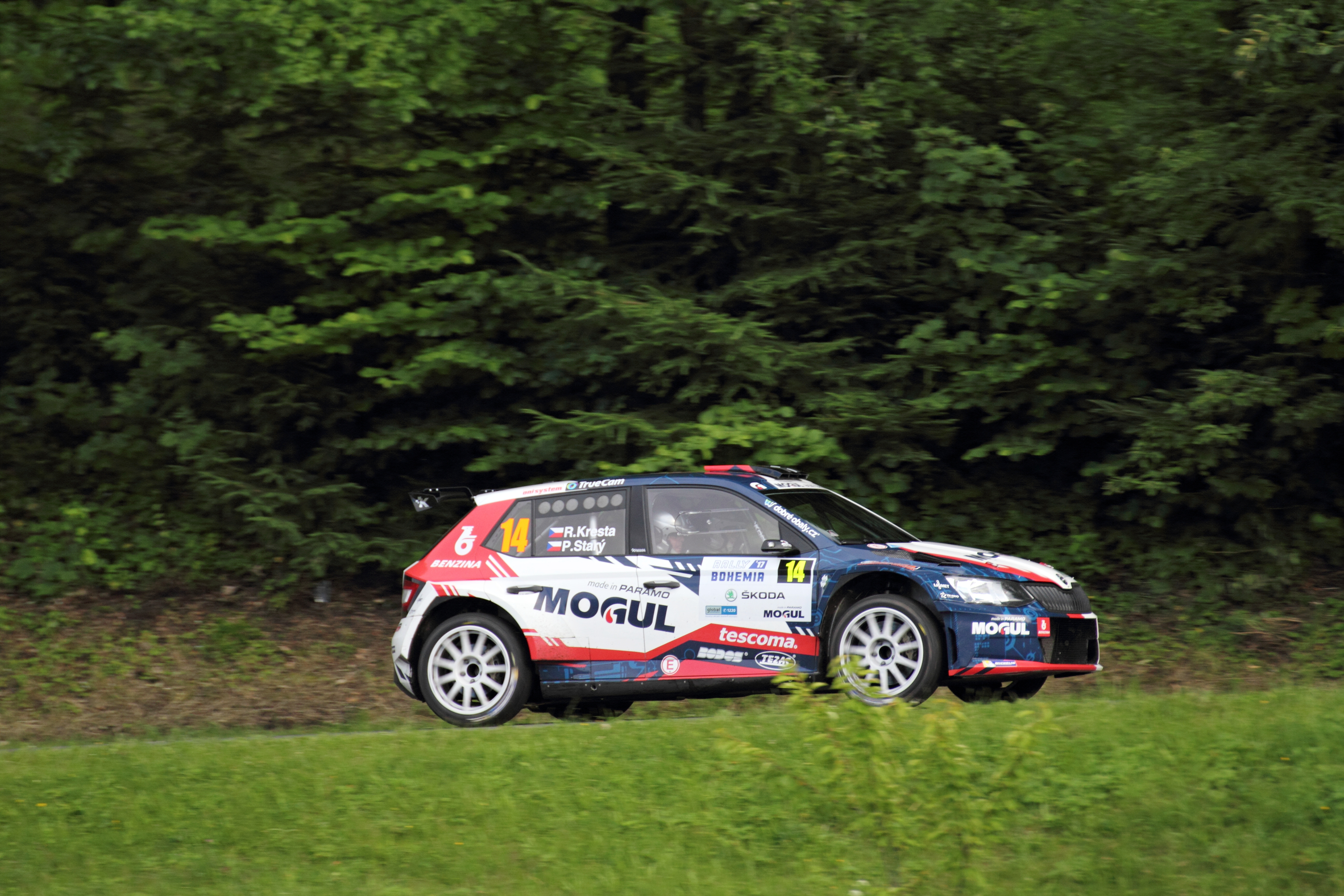
Roman Kresta na Rally Bohemia v roce 2017

## Místo v českém rallye sportu
Roman Kresta, v dobách kdy závodil za tovární tým Ford, vytvořil standardy podle nichž je hodnocena úspěšnost českých účastníků světového šampionátu v rallye. Byl to první český pilot rallye, kterého angažoval zahraniční tovární tým na pozici jezdce základní sestavy (Ford M-Sport). Do roku 2008 získal nejvíce bodů v hodnocení mistrovství světa a dosáhl nejlepšího umístění v celé sezóně seriálu mistrovství světa v nejprestižnější kategorii (WRC).
Společně s dalším vynikajícím pilotem Janem Kopeckým představuje úspěšnou generaci českých soutěžních jezdců, kterým bylo po sametové revoluci umožněno porovnání se světovou konkurencí v nejprestižnější kategorii soutěžního sportu.

## Největší úspěchy
- 3. místo celkově na Barum Czech rally Zlín 2017
- 8. místo celkově v šampionátu Mistrovství světa v rallye 2005 (jako tovární jezdec týmu BP Ford World Rally Team)
- 5. místo celkově na Korsická rallye 2005
- 5. místo celkově na Katalánská rallye 2005
- 6. místo celkově na Sardinská rallye 2005
- 6. místo celkově na Kyperská rallye 2005
- 6. místo celkově na Německá rallye 2005
- 6. místo celkově na Velšská rallye 2005
- 6. místo celkově na Australská rallye 2005
- Dále vybojoval v absolutní klasifikaci celkem třikrát sedmou a osmou pozici na soutěžích mistrovství světa.
- 8. místo celkově na Velšská rallye 2003 – první bod ve světové rally
- Vítěz čtyř rychlostních zkoušek ve světovém šampionátu WRC
- Vítěz rychlostní zkoušky na SS16 St. Wendel 2 na Německá rallye 2003
- 5. místo v poháru konstruktérů na Safari rallye 2002 (7. místo celkově)
- Mistr v Mezinárodní mistrovství České republiky v rallye 2000, Mezinárodní mistrovství České republiky v rallye 2001, Mezinárodní mistrovství České republiky v rallye 2008, Mezinárodní mistrovství České republiky v rallye 2009
- 2. místo na memoriálu A. Bettegy v Bologni 2001
- Acropolis rallye 2001 – debut ve WRC (Ford Focus WRC) ve světové rally
- 3. místo na memoriálu A. Bettegy v Bologni 2000

## Seznam vítězství v MMČR Rally
| #  | Podnik                                          | Rok  | Navigátor   | Vůz                       |
| -- | ----------------------------------------------- | ---- | ----------- | ------------------------- |
| 1  | 28. Volkswagen Rallye Český Krumlov 2000        | 2000 | Jan Tománek | Škoda Octavia WRC         |
| 2  | 27. Auto Štangl Bohemia Rallye 2000             | 2000 | Jan Tománek | Škoda Octavia WRC         |
| 3  | 30. Barum Rally 2000                            | 2000 | Jan Tománek | Škoda Octavia WRC         |
| 4  | 36. Rallye Šumava Mogul 2001                    | 2001 | Jan Tománek | Škoda Octavia WRC         |
| 5  | 20. Slovnaft Valašská Rally 2001                | 2001 | Jan Tománek | Škoda Octavia WRC         |
| 6  | 28. Rallye Bohemia 2001                         | 2001 | Jan Tománek | Škoda Octavia WRC         |
| 7  | 31. Barum Rally 2001                            | 2001 | Jan Tománek | Škoda Octavia WRC         |
| 8  | 29. Auto Škoda Rallye Bohemia 2002              | 2002 | Jan Tománek | Škoda Octavia WRC         |
| 9  | 38. Mogul Šumava Rallye 2003                    | 2003 | Miloš Hůlka | Peugeot 206 WRC           |
| 10 | 30. Auto Škoda Rally Bohemia 2003               | 2003 | Jan Tománek | Peugeot 206 WRC           |
| 11 | 35. Rallye Matador Tatry - Valašská Rallye 2004 | 2004 | Jan Tománek | Subaru Impreza S9 WRC '03 |
| 12 | 32. Seat Rallye Český Krumlov 2004              | 2004 | Jan Tománek | Subaru Impreza S9 WRC '03 |
| 13 | 36. Barum Rally Zlín 2006                       | 2006 | Petr Gross  | Mitsubishi Lancer Evo IX  |
| 14 | 35. Rallye Český Krumlov 2007                   | 2007 | Petr Gross  | Mitsubishi Lancer Evo IX  |
| 15 | 34. Rally Bohemia 2007                          | 2007 | Petr Gross  | Mitsubishi Lancer Evo IX  |
| 16 | 27. Cetelem Valašská Rally 2008                 | 2008 | Petr Gross  | Mitsubishi Lancer Evo IX  |
| 17 | 43. Mogul Šumava Rallye Klatovy 2008            | 2008 | Petr Gross  | Mitsubishi Lancer Evo IX  |
| 18 | 36. Rallye Český Krumlov 2008                   | 2008 | Petr Gross  | Mitsubishi Lancer Evo IX  |
| 19 | 35. Rally Bohemia 2008                          | 2008 | Petr Gross  | Mitsubishi Lancer Evo IX  |
| 20 | 28. Cetelem Valašská Rally 2009                 | 2009 | Petr Gross  | Peugeot 207 S2000         |
| 21 | 37. Rallye Český Krumlov 2009                   | 2009 | Petr Gross  | Peugeot 207 S2000         |
| 22 | 5. Agrotec Mogul Rally Brno Hustopeče 2009      | 2009 | Petr Gross  | Peugeot 207 S2000         |
| 23 | 38. Rallye Český Krumlov 2010                   | 2010 | Petr Gross  | Peugeot 207 S2000         |
| 24 | 39. Rallye Český Krumlov 2011                   | 2011 | Petr Gross  | Škoda Fabia S2000         |
| 25 | 33. Rally Příbram 2011                          | 2011 | Petr Gross  | Škoda Fabia S2000         |

## Výsledky

### WRC
| Rok  | Tým                      | Vůz                            | 1       | 2      | 3       | 4       | 5       | 6       | 7       | 8       | 9      | 10      | 11      | 12    | 13     | 14      | 15    | 16    | Poz       | Body |
| ---- | ------------------------ | ------------------------------ | ------- | ------ | ------- | ------- | ------- | ------- | ------- | ------- | ------ | ------- | ------- | ----- | ------ | ------- | ----- | ----- | --------- | ---- |
| 2001 | Jolly Club               | Ford Focus RS WRC 99           | MON     | SWE    | POR     | ESP     | ARG     | CYP     | GRC Ret |         |        |         |         |       |        |         |       |       | –         | 0    |
| 2001 | Škoda Motorsport         | Škoda Octavia WRC              |         |        |         |         |         |         |         | KEN Ret | FIN    | NZL     | ITA Ret | FRA   | AUS    | GBR Ret |       |       | –         | 0    |
| 2002 | Škoda Motorsport         | Škoda Octavia WRC              | MON Ret | SWE    | FRA 14  | ESP     | CYP Ret | ARG     | GRC     | KEN 7   | FIN    | GER     | ITA 12  | NZL   | AUS    | GBR 15  |       |       | –         | 0    |
| 2003 | Bozian Racing            | Peugeot 206 WRC                | MON 10  | SWE 14 | TUR     | NZL     | ARG     | GRC Ret | CYP     | GER Ret | FIN    | AUS     | ITA 11  | FRA   | ESP 13 | GBR 8   |       |       | 22. místo | 1    |
| 2004 | Roman Kresta             | Hyundai Accent WRC             | MON Ret | SWE    | MEX     | NZL     | CYP     |         |         |         |        |         |         |       |        |         |       |       | –         | 0    |
| 2004 | Roman Kresta             | Ford Focus RS WRC 02           |         |        |         |         |         | GRC Ret | TUR     | ARG     | FIN    |         |         |       |        |         |       |       | –         | 0    |
| 2004 | Škoda Motorsport         | Škoda Fabia WRC                |         |        |         |         |         |         |         |         |        | GER Ret | JPN     | GBR   | ITA    | FRA     | ESP   | AUS   | –         | 0    |
| 2005 | BP Ford World Rally Team | Ford Focus RS WRC 04           | MON 8   | SWE 8  | MEX Ret | NZL DNS | ITA 6   | CYP 6   | TUR 7   | GRC Ret | ARG 11 | FIN 23  | GER 6   | GBR 6 | JPN 7  | FRA 5   | ESP 5 | AUS 6 | 8. místo  | 29   |
| 2010 | Roman Kresta             | Mitsubishi Lancer Evolution IX | SWE Ret | MEX    | JOR     | TUR     | NZL     | POR     | BUL     | FIN 23  | GER    | JPN     | FRA     | ESP   | GBR    |         |       |       | –         | 0    |

### iRC
| Rok  | Tým                     | Vůz                            | 1   | 2   | 3   | 4   | 5   | 6       | 7   | 8     | 9       | 10  | 11  | 12    | 13  | Poz       | Body |
| ---- | ----------------------- | ------------------------------ | --- | --- | --- | --- | --- | ------- | --- | ----- | ------- | --- | --- | ----- | --- | --------- | ---- |
| 2007 | Tescoma Rally Team      | Mitsubishi Lancer Evolution IX | KEN | TUR | BEL | RUS | POR | CZE 4   | ITA | SWI   | CHI     |     |     |       |     | 17. místo | 4    |
| 2008 | Tescoma Rally Team      | Peugeot 207 S2000              | TUR | POR | BEL | RUS | POR | CZE Ret | ESP | ITA   | SWI     | CHI |     |       |     | –         | 0    |
| 2009 | Tescoma Rally Team      | Peugeot 207 S2000              | MON | BRA | KEN | POR | BEL | RUS     | POR | CZE 4 | ESP     | ITA | SCO |       |     | 19. místo | 5    |
| 2010 | Mogul Racing Team       | Škoda Fabia S2000              | MON | BRA | ARG | CAN | ITA | BEL     | AZO | MAD   | CZE Ret | ITA | SCO |       |     | 29. místo | 3    |
| 2010 | Roman Kresta            | Mitsubishi Lancer Evolution IX |     |     |     |     |     |         |     |       |         |     |     | CYP 6 |     | 29. místo | 3    |
| 2011 | Adell Mogul Racing Team | Škoda Fabia S2000              | MON | CAN | FRA | UKR | BEL | AZO     | MAD | CZE 8 | HUN     | ITA | SCO | CYP   |     | 32. místo | 4    |
| 2012 | Adell Mogul Racing Team | Škoda Fabia S2000              | AZO | CAN | IRL | COR | ITA | YPR     | SMR | ROM   | ZLI 2   | YAL | SLI | SAN   | CYP | 20. místo | 8    |

### MMČR v Rallye
| Rok  | Tým                     | Vůz                      | 1       | 2       | 3       | 4       | 5       | 6       | 7       | 8       | 9       | 10     | 11  | 12  | 13     | Umístění  | Body |
| ---- | ----------------------- | ------------------------ | ------- | ------- | ------- | ------- | ------- | ------- | ------- | ------- | ------- | ------ | --- | --- | ------ | --------- | ---- |
| 1994 | Roman Kresta            | Škoda Favorit 136L       | ŠUM     | ÚSL     | KRU     | MAG     | VYS     | JEŠ     | BOH     | AGR     | BAR     | OTA    | VAL | PŘÍ | HOR 13 | -         | 0    |
| 1995 | Donner Team             | Škoda Favorit 136L       | ŠUM     | MAG Ret | ÚSL     | KRU Ret | VAL 12  | BOH     | AGR     | BAR Ret | PŘÍ Ret | HOR 7  |     |     |        | 33. místo | 32   |
| 1996 | AK Barum                | Škoda Favorit 136L       | ŠUM     | SEV     | ÚSL     | KRU     | VAL Ret | BOH     | VYŠ     | AGR     | BAR 11  | PŘÍ    | HOR | 3ST |        | 39. místo | 40   |
| 1997 | Czech National Team     | Škoda Felicia            | ŠUM     | SEV     | ÚSL     | KRU     | VYŠ     | BOH     | BAR 15  | AGR     | VAL     | PŘÍ 15 | HOR | 3ST |        | 41. místo | 42   |
| 1998 | AK KTS Racing           | Škoda Felicia            | ŠUM Ret | SEV 9   | ÚSL 11  | KRU 15  |         | BOH     | BAR 22  | AGR     | VAL 14  | HOR    | PŘÍ | 3ST |        | 26. místo | 110  |
| 1998 | Czech National Team     | Škoda Felicia            |         |         |         |         | MAG 13  |         |         |         |         |        |     |     |        | 26. místo | 110  |
| 1999 | Ládík Sport Team        | Škoda Felicia Kit Car    | ŠUM 9   | LIB Ret | ÚSL Ret | KRU 8   | VYŠ Ret | BOH 6   | BAR 9   | AGR 7   | VAL 6   | HOR    | PŘÍ |     |        | 8th       | 272  |
| 2000 | Škoda Motorsport        | Škoda Octavia WRC        | ŠUM Ret | LIB Ret | KRU 1   | BOH 1   | BAR 1   | PŘÍ 3   |         |         |         |        |     |     |        | 1. místo  | 282  |
| 2001 | Škoda Motorsport        | Škoda Octavia WRC        | ŠUM 1   | VAL 1   | KRU Ret | BOH 1   | BAR 1   | PŘÍ     | TŘE     |         |         |        |     |     |        | 1. místo  | 220  |
| 2002 | Škoda Motorsport        | Škoda Octavia WRC        | ŠUM     | VAL     | KRU     | BOH 1   | BAR Ret | PŘÍ     | TŘE     |         |         |        |     |     |        | 11. místo | 120  |
| 2003 | Team Síť Peugeot        | Peugeot 206 WRC          | ŠUM 1   | VAL Ret | KRU Ret | BOH 1   | BAR Ret | PŘÍ     | TŘE     |         |         |        |     |     |        | 7. místo  | 60   |
| 2004 | Styllex Tuning Prosport | Subaru Impreza WRC 2003  | JÄN     | ŠUM Ret | TAT 1   | KRU 1   |         |         |         |         |         |        |     |     |        | 3. místo  | 103  |
| 2004 | Styllex Tuning Prosport | Ford Focus RS WRC 02     |         |         |         |         | BOH 2   | BAR 3   | PŘÍ     | TŘE     |         |        |     |     |        | 3. místo  | 103  |
| 2006 | Tescoma Rally Team      | Mitsubishi Lancer Evo IX | JÄN     | ŠUM     | TAT     | KRU     | BOH     | BAR 1   | TŘE     | PŘÍ     |         |        |     |     |        | -         | (30) |
| 2007 | Mogul Rally Team        | Mitsubishi Lancer Evo IX | JÄN     | ŠUM Ret | KRU 1   | BOH 1   | HOR     |         |         |         |         |        |     |     |        | 3. místo  | 103  |
| 2007 | Tescoma Rally Team      | Mitsubishi Lancer Evo IX |         |         |         |         |         | BAR 4   | PŘÍ     |         |         |        |     |     |        | 3. místo  | 103  |
| 2008 | Mogul Racing Team       | Mitsubishi Lancer Evo IX | JÄN     | VAL 1   | ŠUM 1   | KRU 1   | HUS 2   | TŘE 2   | BOH 1   |         |         |        |     |     |        | 1. místo  | 270  |
| 2008 | Tescoma Rally Team      | Peugeot 207 S2000        |         |         |         |         |         |         |         | BAR Ret | PŘÍ     |        |     |     |        | 1. místo  | 270  |
| 2009 | Mogul Racing Team       | Peugeot 207 S2000        | VAL 1   | ŠUM 2   | KRU 1   | HUS 1   |         | PŘÍ Ret | BOH 9   |         |         |        |     |     |        | 1. místo  | 209  |
| 2009 | Tescoma Rally Team      | Peugeot 207 S2000        |         |         |         |         | BAR 3   |         |         |         |         |        |     |     |        | 1. místo  | 209  |
| 2010 | Mogul Rally Team        | Peugeot 207 S2000        | VAL Ret | ŠUM 2   | KRU 1   | HUS 3   | BOH 2   |         |         |         |         |        |     |     |        | 4. místo  | 142  |
| 2010 | Mogul Rally Team        | Škoda Fabia S2000        |         |         |         |         |         | BAR Ret |         |         |         |        |     |     |        | 4. místo  | 142  |
| 2010 | Mogul Rally Team        | Mitsubishi Lancer Evo IX |         |         |         |         |         |         | PŘÍ Ret |         |         |        |     |     |        | 4. místo  | 142  |
| 2011 | Adell Mogul Racing Team | Škoda Fabia S2000        | VAL 2   | ŠUM -   | KRU 1   | HUS 2   | BOH Ret | BAR 2   | PŘÍ 1   |         |         |        |     |     |        | 1. místo  | 217  |
| 2012 | Adell Mogul Racing Team | Škoda Fabia S2000        | JÄN     | VAL 2   | ŠUM 2   | KRU 2   | HUS 2   | BOH Ret | BAR 1   | PŘÍ Ret |         |        |     |     |        | 2. místo  | 194  |
| 2013 | Adell Mogul Racing Team | Škoda Fabia S2000        | JÄN     | ŠUM     | KRU 2   | HUS     | BOH 3   | BAR 4   | PŘÍ     |         |         |        |     |     |        | 4. místo  | 143  |
| 2014 | Adell Mogul Racing Team | Škoda Fabia S2000        | JÄN     | KRU     | ŠUM     | HUS     | BOH     | BAR Ret | PŘÍ     |         |         |        |     |     |        | -         | 0    |
| 2017 | Mogul Racing Team       | Škoda Fabia R5           | VAL     | ŠUM     | KRU     | HUS     | BOH 5   | BAR 2   | PŘÍ     |         |         |        |     |     |        | 7. místo  | 99   |